# Апстракт
Апстракти су сажеци научних чланака. Обично претходе тексту у штампаним чланцима и често се укључују у индексе и прегледе попут „Social work abstract”. Апстракти се обично састоје од једног параграфа до 200 речи који даје оквирни преглед о садржају чланка, представља кључне концепте, методологију употребљену у студији проблема као и закључке.